# Горбо, Якуп
Я́куп А́ндриас Горбо́ (фар. Jákup Andrias Gaardbo; род. 22 сентября 1995 года в Рунавуйке, Фарерские острова) — фарерский футболист.

## Карьера
Якуп воспитывался в системе рунавуйкского «НСИ». 28 сентября 2011 года он дебютировал за вторую команду клуба в матче первого дивизиона против «АБ». Всего в своём первом сезоне на взрослом уровне Якуп провёл 4 встречи первой лиги. В 2013—2015 годах Якуп совмещал выступления за первую и вторую команды «НСИ». Дебют игрока за первый состав «пчёл» состоялся 25 апреля 2013 года: он заменил Одни Фредериксберга на 90-минуте матча фарерской премьер-лиги против клуба «ЭБ/Стреймур». 5 апреля 2014 года Якуп забил свой единственный гол за «НСИ», поразив ворота «Сувуроя» в матче Кубка Фарерских островов.
Во второй половине сезона-2015 игрок был арендован «Скалой». В составе «Скалы» он провёл 6 встреч в первом дивизионе, внеся свой небольшой вклад в выигрыш командой этого турнира. Вернувшись в «НСИ» в начале 2016 года, Якуп дебютировал в еврокубках: 7 июля в матче Лиги Европы против солигорского «Шахтёра» он вышел на замену вместо Хёгни Мадсена на 84-й минуте. На первенстве архипелага того сезона игрок провёл всего 8 игр. В 2017 году Якуп отправился в аренду в фуглафьёрдурский «ИФ». В составе «красно-белых» он отыграл 15 встреч в премьер-лиге, а затем вернулся в родную команду. В 2018—2020 годах игрок выступал за второй и третий составы рунавуйчан.
Летом 2021 года Якуп стал игроком тофтирского «Б68».

## Достижения
«Скала»
- Победитель первого дивизиона Фарерских островов (1): 2015

## Личная жизнь
Отец Якупа, Оддфруйюр Горбо — бывший футболист, выступавший только за «НСИ». Дядя Эйюн тоже был футболистом, игравшим исключительно за «НСИ»: в составе «пчёл» он провёл свыше 100 встреч в рамках чемпионата Фарерских островов.